# Anthony Da Costa
Anthony Da Costa est un joueur international français de rink hockey né le 4 juillet 1995. Formé au CS Noisy-le-Grand, il évolue au SCRA Saint-Omer durant une année avant de revenir à Noisy-le-Grand.

## Parcours
Il commence le rink hockey à l'âge de 7 ans au sein du CS Noisy-le-Grand. Il intègre pour la première fois une sélection nationale lors du championnat d'Europe 2010 des moins de 17 ans.

## Palmarès
- Champion de la coupe de France 2020 N1 elite (CS NOISY) • Champion de la coupe de France 2019 N1 elite (SCRA)
- Champion de la Supercoupe de France 2018 (SCRA)
- Médaille de Bronze au championnat du monde des WORLD ROLLER GAMES 2022

## Sportif haut niveau
- Sélection Équipe de France pour le Championnat d'Europe 2023 en Espagne
- Sélection Équipe de France pour le Championnat du monde 2022 en Argentine
- Sélection Équipe de France pour le Championnat du monde 2019